# Wulsbüttel
Wulsbüttel este o comună din landul Saxonia Inferioară, Germania.